# 族田
族田或称公田、宗族公田:124，126是中国耕地的一种类型，属于宗族的集体财产。
宗族祖先拥有族田的象征产权，视为族田的最终“法人”。宗族成员在祖先观念下，象征性的共同占有族田:124。明清以来，族田是中国重要的土地所有形式:49。1950年初，族田占福建省全部耕地比列，沿海地区占20%至30%，沿山地区占50%以上。广东省所在的珠江三角洲一半耕地面为族田:124，127。
族田可细分为祭田、祠堂田、寺庙田、学田等类。祭田是族田数量最大的一类:127。

## 管理
当代研究者张研总结的管理方法为五种，分别是族人以房或户为单位的“受田分管”、建置族田的“地主自管”、“義莊专管”、“宗祠统管”、“族人轮管”。因“受田分管”、“地主自管”易流于私田，多以其余三种形式最为普遍。其中，又以“宗祠统管”占据重要地位:49。